# Turó de la Mira
El Turó de la Mira és una muntanya de 257 metres que es troba al municipi de Sant Celoni, a la comarca del Vallès Oriental.